# Ula
Ula je žensko osebno ime. Oblika je ena izmed izpeljank iz ženskega imena Uršula. Po podatkih Statističnega urada Republike Slovenije je bilo na dan 1. januarja 2024 v Sloveniji 1567 oseb z imenom Ula in je 159. najpogostejše žensko ter 293. najpogostejše osebno ime.

## Seznam oseb s tem imenom
- Ula Furlan (* 1983), slovenska televizijska voditeljica, gledališka, filmska in televizijska igralka
- Ula Ložar (* 2002), slovenska pevka
- Ula Hafner (* 1993), slovenska alpska smučarka